# Auto Tape Time Select
Das Auto Tape Time Select ist ein von Grundig 1976 entwickeltes und patentiertes Verfahren zur Ermittlung der abgelaufenen Spielzeit von Tonband- bzw. Videokassetten oder Spulen mit aufgewickeltem Magnetband. Durch das System ist es möglich, dass ein Abspielgerät die aktuelle Bandposition nach dem Einlegen einer Kassette ohne Zuhilfenahme eines Timecodes oder ähnlicher Informationen ermittelt. Zur Zeit des Videorekorder-Formatkriegs nutzte Grundig das Verfahren um seine Geräte exklusiv mit einem Echtzeitzählwerk auszustatten, um sie von der Konkurrenz abzuheben.

## Funktionsprinzip
Das Funktionsprinzip basiert auf der genauen Messung und dem anschließenden Vergleich von Drehimpulsen der Bandwickel. Nach dem Einlegen einer Kassette beginnt das System mit der Messung, indem das Band mit einer durch die Capstanwelle vorgegebenen, festen Geschwindigkeit transportiert wird und währenddessen die Drehimpulse der Bandwickel gezählt werden. Mittels dieser Informationen kann der aktuelle Durchmesser der Bandwickel berechnet und damit auf die Abspielposition geschlossen werden. Als feste Parameter benötigt das System lediglich die Banddicke und den Kerndurchmesser der Wickelspulen.
Die Patentschrift nennt eine Genauigkeit auf die Sekunde, tatsächlich sind jedoch ausschließlich Geräte mit einem minutengenauen Zählwerk bekannt.

## Anwendung
Die erste nennenswerte Anwendung fand die Technik in Video-2000-Geräten der zweiten Generation (z. B. Video 2x4 super), dort noch unter der Bezeichnung „Echtzeit-Anzeige“. Später bot Grundig das System auch in zahlreichen VHS-Modellen an, dort dann unter dem Kürzel „ATTS“.